# 相木崇
相木 崇（あいき たかし、1978年5月16日 - ）は、熊本県熊本市西区出身の元プロ野球選手（投手）。

## 来歴・人物
城西小学校4年生の時に野球を始めた。西山中学校で投手へ転向し、熊本市立商業高等学校に進学。3年の時の熊本大会でベスト4に入っている。
高校卒業後は福岡大学体育学部に進学。同学野球部に所属。2年生の時にサイドスローへ転向して球威が増した。3年春と4年春には九州六大学リーグでMVPを獲得、2年続けて大学選手権で先発し3年初戦は完封勝利。優秀選手1回。最速144km/hの速球などが評価され、2000年度ドラフト会議にてオリックス・ブルーウェーブから4位指名を受けて入団。契約金は7000万円、年俸は800万円（金額はいずれも推定）だった。大学の野球部長と仰木彬監督が高校の同級生であった。
1年目は一軍登板はなく二軍で9敗を喫し、プロでは通用しないかも知れないと感じたという。2002年は金田政彦や戸叶尚の離脱もあって7月21日に対福岡ダイエーホークス戦の先発投手として初登板したが、足がつって5回途中で降板。2試合目の登板となった7月28日の対大阪近鉄バファローズ戦でプロ初勝利を完封で飾ると、8月5日の対千葉ロッテマリーンズ戦で2試合連続の完封を果たした。同年のシーズンオフには第15回IBAFインターコンチネンタルカップ日本代表に選ばれている。
2004年は先発ローテーションの一角に入り、年末の選手分配ドラフトによりオリックス・バファローズに配分された。2005年シーズンオフに前川勝彦との交換トレードで阪神タイガースへ移籍。現状維持の年俸1,900万円（推定）で契約を更改している。中継ぎとして起用されたが、2007年シーズンオフに戦力外通告を受けた。
山本隆之に次ぐ先発の柱と抑えの確立を求めていた社会人野球の松下電器に誘われ、2008年1月1日付けで入社。同年の都市対抗予選では4試合全てに登板して1失点に抑えるなど、リリーフとして活躍した。その後2011年限りで退部し、社業に就いている。

## 選手としての特徴
膝の高さから球が出るサイドスローで、打者からは手元で浮き上がるように感じられるという。速球は140km/hと速くはないが、ナチュラルに変化する。右打者に対しては内角を強気に攻め、外角へのスライダーとのコンビネーションで緩急をつけている。

## 詳細情報

### 年度別投手成績
| 年 度     | 球 団      | 登 板 | 先 発 | 完 投 | 完 封 | 無 四 球 | 勝 利 | 敗 戦 | セ 丨 ブ | ホ 丨 ル ド | 勝 率 | 打 者 | 投 球 回 | 被 安 打 | 被 本 塁 打 | 与 四 球 | 敬 遠 | 与 死 球 | 奪 三 振 | 暴 投 | ボ 丨 ク | 失 点 | 自 責 点 | 防 御 率 | W H I P |
| --------- | ---------- | ----- | ----- | ----- | ----- | -------- | ----- | ----- | -------- | ----------- | ----- | ----- | -------- | -------- | ----------- | -------- | ----- | -------- | -------- | ----- | -------- | ----- | -------- | -------- | ------- |
| 2002      | オリックス | 15    | 7     | 2     | 2     | 0        | 2     | 4     | 0        | --          | .333  | 198   | 47.1     | 47       | 9           | 16       | 0     | 2        | 25       | 0     | 0        | 26    | 26       | 4.94     | 1.33    |
| 2003      | オリックス | 9     | 5     | 0     | 0     | 0        | 0     | 3     | 0        | --          | .000  | 146   | 28.2     | 55       | 5           | 9        | 0     | 1        | 12       | 0     | 0        | 39    | 35       | 10.99    | 2.23    |
| 2004      | オリックス | 37    | 5     | 0     | 0     | 0        | 3     | 5     | 1        | --          | .375  | 364   | 82.1     | 92       | 6           | 36       | 2     | 8        | 48       | 4     | 0        | 49    | 49       | 5.36     | 1.55    |
| 2005      | オリックス | 12    | 1     | 0     | 0     | 0        | 0     | 1     | 0        | 1           | .000  | 111   | 25.0     | 33       | 0           | 5        | 0     | 1        | 11       | 1     | 0        | 15    | 12       | 4.32     | 1.52    |
| 2006      | 阪神       | 13    | 0     | 0     | 0     | 0        | 0     | 0     | 0        | 1           | ----  | 54    | 12.2     | 12       | 1           | 4        | 0     | 2        | 8        | 0     | 0        | 3     | 1        | 0.71     | 1.26    |
| 2007      | 阪神       | 4     | 0     | 0     | 0     | 0        | 0     | 0     | 0        | 0           | ----  | 14    | 3.0      | 5        | 0           | 1        | 0     | 0        | 0        | 1     | 0        | 2     | 2        | 6.00     | 2.00    |
| 通算：6年 | 通算：6年  | 90    | 18    | 2     | 2     | 0        | 5     | 13    | 1        | 2           | .278  | 887   | 199.0    | 244      | 21          | 71       | 2     | 14       | 104      | 6     | 0        | 134   | 125      | 5.65     | 1.58    |

### 記録
- 初登板・初先発登板：2002年7月21日、対福岡ダイエーホークス14回戦（福岡ドーム）、4回2/3を2失点
- 初奪三振：同上、3回裏に田口昌徳から
- 初勝利・初先発勝利・初完投勝利・初完封勝利：2002年7月28日、対大阪近鉄バファローズ18回戦（大阪ドーム）
- 初セーブ：2004年5月15日、対北海道日本ハムファイターズ9回戦（Yahoo! BBスタジアム）、9回表2死に5番手で救援登板・完了、1/3回無失点

### 背番号
- 38 （2001年 - 2005年）
- 48 （2006年 - 2007年）